# Mercury – Acts 1 & 2
«Mercury – Acts 1 & 2» (en español: «Mercurio – Actos 1 & 2») es el quinto álbum de estudio de la banda estadounidense de pop rock Imagine Dragons. Fue lanzado el 1 de julio de 2022 por medio de KIDinaKORNER e Interscope Records, como un álbum doble de 32 canciones que abarca dos mitades: «Mercury – Act 1» y «Mercury – Act 2». Fue producido por Rick Rubin y precedido por dos sencillos: «Bones» y «Sharks».

## Antecedentes
Tras el lanzamiento de su cuarto álbum de estudio, «Origins» en 2018, así cómo de varios sencillos y colaboraciones junto a otros artistas, Imagine Dragons anunció a finales de 2019 que se tomarían una pausa indefinida, con la finalidad de pasar tiempo con sus familiares.
Finalizando el hiatus que duró poco más de 2 años, el grupo se reunió con el productor Rick Rubin en “Shangri La Studios” (Malibú) para trabajar en su quinto álbum de estudio. Sin embargo, durante los primeros días de producción, el vocalista Dan Reynolds se dio cuenta de que estaban trabajando en dos temas completamente diferentes como para ser colocados en un solo álbum, por lo que era necesario abordarlo en dos discos.
El 8 de marzo de 2021, tras una serie de publicaciones que insinuaban el regreso de la agrupación, fue anunciado en sus redes sociales el lanzamiento del sencillo doble «Follow You / Cutthroat», publicado el 12 de marzo, como los primeros temas que la banda estrenaba desde el tema «Birds (feat. Elisa)» en julio de 2019, y las primeras canciones que formarían parte de su próximo álbum de estudio. Poco después de ser publicado «Wrecked», en julio de 2021, «Mercury – Act 1» fue lanzado el 3 de septiembre de 2021, como la primer mitad que conformaría su quinto álbum de estudio.
Para apoyar su lanzamiento, la agrupación anunció una gira musical, titulada «Mercury World Tour», que inició formalmente el 6 de febrero de 2022. Asimismo, la banda estrenó dos sencillos promocionales para difundir su estreno: «Monday», cuyo video musical se estrenó el 24 de septiembre de 2021 y «Lonely», tema enviado a la radio italiana el mismo día.
El 28 de octubre de 2021, fue lanzado el sencillo «Enemy», una colaboración entre Imagine Dragons y el rapero J.I.D, como el tema principal de la serie animada Arcane de Netflix y ambientada en el videojuego League of Legends de Riot Games. Debido a la buena recepción que obtuvo, la canción fue agregada digitalmente a «Mercury – Act 1» el 4 de febrero de 2022 como el tema de apertura, en sustitución de «My Life».
Durante la promoción de «Mercury – Act 1», la banda confirmó que la secuela había sido grabada a la par que el «Act 1», con Rick Rubin nuevamente supervisando el proyecto. En febrero de 2022, el vocalista Dan Reynolds comento que la segunda mitad del álbum, titulada «Mercury – Act 2», sería lanzada finalizando las primeras dos etapas del «Mercury World Tour».

## Concepto
Dan Reynolds explicó a la revista Rolling Stone, que la banda sintió que era necesario profundizar aún más luego de trabajar en cuatro álbumes. En lugar de acudir a su colaborador frecuente, el productor inglés Alex Da Kid, optaron por recurrir a Rick Rubin como productor ejecutivo del proyecto. Reynolds le atribuyó haberlo empujado a ser menos metafórico líricamente y a abrazar los aspectos más incómodos de las canciones:

«Durante la cuarentena, le mandé 100 canciones en las que trabajé durante los tres años previos. Me escribió un mail con comentarios sobre cada una de las canciones. En ese momento todavía estábamos conociéndonos y decidiendo si trabajar juntos o no. No esperaba eso. Pensé que me iba a decir: ‘Esto es demasiado para escuchar’ o que no iba a profundizar en su respuesta. Pero lo hizo y me hizo comentarios muy directos. [...] Rick me recordó que durante la última década mis fans han crecido conmigo. No solo quieren crecer conmigo, sino que lo esperaban. Me dijo que nunca me preocupara por presionarlos de manera incómoda. Y que realmente les estaría haciendo un flaco favor si alguna vez intentara recrear el pasado o endulzar el presente. Solo les debo vulnerabilidad y honestidad.»

Desde el lanzamiento de «Mercury – Act 1», Dan Reynolds había descrito el álbum como uno dividido en dos partes: Una orgánica y mirando al interior, la otra más agresiva y mirando al exterior y toca temas de pérdida, soledad y dolor, mientras celebra la vida:

«He visto a mis amigos morir a causa de la adicción a las drogas. [...] El objetivo del arte es compartir nuestros momentos más oscuros, así como los claros. Creo que al cantar sobre mi propia lucha con eso, con suerte traerá a alguien si no, algún tipo de paz o resolución. Este disco trata sobre mucha búsqueda y soledad, luchando con el estado finito de la realidad. Sin embargo, realmente quería que terminara con una nota de celebración. Sentando las bases para un futuro más estable y estable. Quería terminar el disco concentrándome en todas las cosas que me hacen feliz. Las cosas simples que me hacen seguir adelante todos los días. Mirando hacia el futuro. Señalándome a mí mismo toda la belleza que me rodea.»

Meses más tarde, hablando con la revista Consequence, Reynolds explicó más a detalle el proceso creativo del álbum junto a Rick Rubin:

«Desde el principio, cuando grabábamos la primer parte, me senté con Rick y hablamos del tema. Sabíamos que había dos temas completamente diferentes como para ser puestos en un solo álbum, por lo que era necesario abordarlos en dos discos. Mientras que el «Act 1» se centraba en la muerte y en los sentimientos de conmoción que la acompañan, el «Act 2» está enfocado en los sentimientos posteriores al duelo y despertar al día siguiente después de haber perdido a algún ser querido. Rick realmente me empujó a evolucionar como letrista, soy una persona muy reservada y me cuesta mucho ser vulnerable. Esa fue una de mis mayores debilidades, a medida que pasaban los años, me daba cuenta de que me estaba escondiendo detrás de un muro de metáforas. Rick quiere honestidad, así que diría que este fue, con mucho, el disco más honesto».

## Promoción
Los primeros fragmentos del álbum aparecieron por primera vez en los videos crípticos publicados a través de las redes sociales de la banda, durante la promoción del sencillo doble «Follow You / Cutthroat», junto a otros temas de «Mercury – Act 1».
No obstante, la promoción del álbum inició formalmente el 10 de marzo de 2022, cuando la banda compartió un fragmento de «Bones» en su servidor oficial de Discord, lo que llevó a sus seguidores a buscar otro fragmento de la canción, ahora en la cuenta oficial de Tik Tok de la agrupación. Un día después, «Bones» fue lanzado como el sencillo principal de «Mercury – Act 2».
Aunque la promoción giró en torno al lanzamiento de «Mercury – Act 2», el 6 de abril la banda confirmó que sería publicado en un álbum doble junto a su predecesor, titulado «Mercury – Acts 1 & 2». El 14 de abril, fue publicado el pre-ordenamiento del álbum en las redes sociales de la agrupación, y más tarde, el 2 de junio, fue revelado el listado de temas que formarían parte del «Act 1» y «Act 2». Gracias a Apple Music, se mostró la duración total de las canciones.
Pasados tres meses, la banda compartió un teaser tráiler de «Mercury – Act 2», en donde fue revelado un fragmento del segundo sencillo del álbum, «Sharks», lanzado oficialmente el 24 de junio de 2022. Previamente, el grupo compartió un audio con la letra de la canción en su servidor de Discord, lo que llevó a sus seguidores a formar los primeros segundos de la canción, usando diferentes enlaces que contenían otras partes de la pista, los cuales a su vez venían acompañados de una pieza de rompecabezas. Al juntar todos los audios, formaban los primeros 30 segundos de «Sharks», así como el póster de la canción.
El 21 de junio, en una publicación de Facebook exclusiva para Austria, la agrupación anunció que el video musical de «Sharks» tendría un estreno mundial el viernes 24 de junio en Viena, seguido de una sesión de preguntas y respuestas con la banda, así como un primer adelanto exclusivo del álbum doble, una semana antes de su estreno. Días más tarde, con el lanzamiento del tráiler oficial del álbum, aparecieron más fragmentos de otras canciones: «Younger», «Ferris Wheel» y «Symphony».

### Formatos musicales
Al momento de su publicación, «Mercury – Acts 1 & 2» contó con una versión digital y tres ediciones en CD, las cuales fueron anunciadas por preventa en los meses previos al estreno del álbum. La versión digital fue lanzada a nivel global, mientras que los formatos CD fueron publicadas en diferentes regiones alrededor del mundo.
Todas las versiones de «Mercury – Acts 1 & 2» agregaron la reedición digital de «Mercury – Act 1», publicada previamente el 4 de febrero de 2022, el cual incluye el sencillo principal de la banda sonora «Arcane League of Legends», «Enemy», como el tema de apertura del «Act 1».

### Tour
Cuatro días después del lanzamiento de «Mercury – Act 1», Imagine Dragons anunció que se embarcaría en una gira norteamericana de 17 fechas, titulada «Mercury World Tour», comenzando el 6 de febrero de 2022 en el FTX Arena de Miami, Florida, y extendiéndose hasta marzo.
Con el estreno de «Mercury – Acts 1 & 2», el repertorio de canciones del Tour fue modificado para la segunda etapa de la gira en los Estados Unidos, e incluyeron algunas canciones correspondientes a «Mercury – Act 2». Los temas «Younger», «Sharks», «Symphony», «Ferris Wheel» y «I'm Happy» fueron interpretadas por primera vez en el show de Salt Lake City, Utah, el 15 de agosto de 2022.
Previamente, «Bones», sencillo principal del álbum, había sido agregada al repertorio de canciones en la presentación de Los Ángeles, llevado a cabo el 12 de marzo de 2022, durante la primera etapa del Tour en Estados Unidos.

## Sencillos
El primer sencillo, «Bones», fue lanzado el 11 de marzo de 2022. Un día antes, la banda compartió los primeros doce segundos de la canción a través de su servidor de Discord. Para promocionar su estreno, la canción apareció en el teaser tráiler de la tercera temporada de la serie de Amazon Prime Video, The Boys.
El segundo sencillo, «Sharks», fue publicado el 24 de junio de 2022. Previo a su estreno, un fragmento de la canción apareció en un teaser tráiler que promocionaba el estreno de «Mercury – Act 2». En esta ocasión, los fanes tuvieron que armar los primeros 30 segundos de la canción usando diferentes enlaces, los cuales se encontraron junto a varias piezas de rompecabezas, correspondientes al póster oficial de la canción.
El video musical de «I Don't Like Myself» fue estrenado el 10 de octubre de 2022, tras el estreno de «Mercury – Acts 1 & 2», como un sencillo promocional del álbum. Su publicación coincidió con el día mundial de la salud mental, para ello la banda se asoció con Crisis Text Line para una campaña de recaudación de fondos.
El 7 de noviembre de 2022, la banda lanzó el video musical de «Symphony», como el segundo sencillo promocional del álbum. Más tarde la canción fue llevada a la radio italiana el 25 de noviembre de ese mismo año.
El 10 de mayo de 2023, la banda estrenó el video oficial de «Crushed», anunciando además una campaña de recaudación de fondos con UNITED24 Media, en apoyo a las víctimas de la Invasión rusa de Ucrania, sirviendo además como el tercer y último sencillo promocional del álbum.

## Recepción
«Mercury – Acts 1 & 2» ha recibido críticas mixtas por parte de los expertos en la música, con algunos alabando la composición letrista y madurez del «Act 1», pero criticando el ritmo lento del «Act 2»
Neil Z. Yeung de AllMusic criticó la naturaleza y duración desenfocada del «Act 2», afirmando: "Simplemente están sucediendo demasiadas cosas y no hay suficientes recortes editoriales para que esta sea una experiencia tan impactante como el «Act 1»."
Maura Johnston de Rolling Stones le dio tres estrellas al «Act 2», comentando: "En «Mercury – Act 2» no se están reinventando, pero están afinando lo que los ha convertido en uno de los pocos grupos de rock que pueden encabezar estadios de manera confiable y lanzar canciones a las listas de reproducción de pop." Y agrega: "«Mercury – Act 2» es el producto de una banda que se da cuenta de la esencia de su atractivo, modificándolo lo suficiente para que pueda interesar a los no fanáticos sin perder nunca de vista cómo llegaron a los escenarios más grandes del mundo en primer lugar."
Ali Shutler de The Telegraph no se mostró entusiasmado con las canciones más lentas del «Act 2», comentando: "Todas caminan penosamente hacia el mismo final grande y emocional que es cada vez menos impactante y rápidamente absorbe la alegría del disco". Shutler también lo consideró olvidable y afirmó: "En un intento por atraer a todos, la banda ha eliminado todo lo que los haría destacar. No hay duda de que escucharás la música de Imagine Dragons en todas partes durante los próximos meses, pero será muy difícil recordarlos."

## Lista de canciones
| Disco 1: Mercury – Act 1 |                            |          |  |
| N.º                      | Título                     | Duración |  |
| 1.                       | «Enemy» (with J.I.D)       | 2:53     |  |
| 2.                       | «My Life»                  | 3:44     |  |
| 3.                       | «Lonely»                   | 2:39     |  |
| 4.                       | «Wrecked»                  | 4:04     |  |
| 5.                       | «Monday»                   | 3:07     |  |
| 6.                       | «#1»                       | 3:25     |  |
| 7.                       | «Easy Come Easy Go»        | 2:59     |  |
| 8.                       | «Giants»                   | 3:30     |  |
| 9.                       | «It's Ok»                  | 3:22     |  |
| 10.                      | «Dull Knives»              | 3:33     |  |
| 11.                      | «Follow You»               | 2:55     |  |
| 12.                      | «Cutthroat»                | 2:49     |  |
| 13.                      | «No Time For Toxic People» | 3:27     |  |
| 14.                      | «One Day»                  | 2:31     |  |
| 44:58                    |                            |          |  |

| Disco 2: Mercury – Act 2 |                                 |          |  |
| N.º                      | Título                          | Duración |  |
| 1.                       | «Bones»                         | 2:45     |  |
| 2.                       | «Symphony»                      | 2:55     |  |
| 3.                       | «Sharks»                        | 3:10     |  |
| 4.                       | «I Don't Like Myself»           | 3:05     |  |
| 5.                       | «Blur»                          | 2:55     |  |
| 6.                       | «Higher Ground»                 | 2:41     |  |
| 7.                       | «Crushed»                       | 3:08     |  |
| 8.                       | «Take It Easy»                  | 2:38     |  |
| 9.                       | «Waves»                         | 3:45     |  |
| 10.                      | «I'm Happy»                     | 3:05     |  |
| 11.                      | «Ferris Wheel»                  | 3:23     |  |
| 12.                      | «Peace Of Mind»                 | 2:53     |  |
| 13.                      | «Sirens»                        | 2:35     |  |
| 14.                      | «Tied»                          | 4:01     |  |
| 15.                      | «Younger»                       | 3:12     |  |
| 16.                      | «I Wish»                        | 3:27     |  |
| 17.                      | «Continual» (feat. Cory Henry)  | 3:49     |  |
| 18.                      | «They Don't Know You Like I Do» | 4:17     |  |
| 57:43                    |                                 |          |  |

### Lanzamientos Físicos
Mercury – Acts 1 & 2: Edición Estándar
| Disco 1: Mercury – Act 1 |                            |          |  |
| N.º                      | Título                     | Duración |  |
| 1.                       | «Enemy» (with J.I.D)       | 2:53     |  |
| 2.                       | «My Life»                  | 3:44     |  |
| 3.                       | «Lonely»                   | 2:39     |  |
| 4.                       | «Wrecked»                  | 4:04     |  |
| 5.                       | «Monday»                   | 3:07     |  |
| 6.                       | «#1»                       | 3:25     |  |
| 7.                       | «Easy Come Easy Go»        | 2:59     |  |
| 8.                       | «Giants»                   | 3:30     |  |
| 9.                       | «It's Ok»                  | 3:22     |  |
| 10.                      | «Dull Knives»              | 3:33     |  |
| 11.                      | «Follow You»               | 2:55     |  |
| 12.                      | «Cutthroat»                | 2:49     |  |
| 13.                      | «No Time For Toxic People» | 3:27     |  |
| 14.                      | «One Day»                  | 2:31     |  |
| 44:58                    |                            |          |  |

| Disco 2: Mercury – Act 2 |                                 |          |  |
| N.º                      | Título                          | Duración |  |
| 1.                       | «Bones»                         | 2:45     |  |
| 2.                       | «Symphony»                      | 2:55     |  |
| 3.                       | «Sharks»                        | 3:10     |  |
| 4.                       | «I Don't Like Myself»           | 3:05     |  |
| 5.                       | «Blur»                          | 2:55     |  |
| 6.                       | «Higher Ground»                 | 2:41     |  |
| 7.                       | «Crushed»                       | 3:08     |  |
| 8.                       | «Take It Easy»                  | 2:38     |  |
| 9.                       | «Waves»                         | 3:45     |  |
| 10.                      | «I'm Happy»                     | 3:05     |  |
| 11.                      | «Ferris Wheel»                  | 3:23     |  |
| 12.                      | «Peace Of Mind»                 | 2:53     |  |
| 13.                      | «Sirens»                        | 2:35     |  |
| 14.                      | «Tied»                          | 4:01     |  |
| 15.                      | «Younger»                       | 3:12     |  |
| 16.                      | «Continual» (feat. Cory Henry)  | 3:49     |  |
| 17.                      | «They Don't Know You Like I Do» | 4:17     |  |
| 54:16                    |                                 |          |  |

 Mercury – Acts 1 & 2: Edición Exclusiva de Target
| Disco 1: Mercury – Act 1 |                            |          |  |
| N.º                      | Título                     | Duración |  |
| 1.                       | «Enemy» (with J.I.D)       | 2:53     |  |
| 2.                       | «My Life»                  | 3:44     |  |
| 3.                       | «Lonely»                   | 2:39     |  |
| 4.                       | «Wrecked»                  | 4:04     |  |
| 5.                       | «Monday»                   | 3:07     |  |
| 6.                       | «#1»                       | 3:25     |  |
| 7.                       | «Easy Come Easy Go»        | 2:59     |  |
| 8.                       | «Giants»                   | 3:30     |  |
| 9.                       | «It's Ok»                  | 3:22     |  |
| 10.                      | «Dull Knives»              | 3:33     |  |
| 11.                      | «Follow You»               | 2:55     |  |
| 12.                      | «Cutthroat»                | 2:49     |  |
| 13.                      | «No Time For Toxic People» | 3:27     |  |
| 14.                      | «One Day»                  | 2:31     |  |
| 44:58                    |                            |          |  |

| Disco 2: Mercury – Act 2 |                                 |          |  |
| N.º                      | Título                          | Duración |  |
| 1.                       | «Bones»                         | 2:45     |  |
| 2.                       | «Symphony»                      | 2:55     |  |
| 3.                       | «Sharks»                        | 3:10     |  |
| 4.                       | «I Don't Like Myself»           | 3:05     |  |
| 5.                       | «Blur»                          | 2:55     |  |
| 6.                       | «Higher Ground»                 | 2:41     |  |
| 7.                       | «Crushed»                       | 3:08     |  |
| 8.                       | «Take It Easy»                  | 2:38     |  |
| 9.                       | «Waves»                         | 3:45     |  |
| 10.                      | «I'm Happy»                     | 3:05     |  |
| 11.                      | «Ferris Wheel»                  | 3:23     |  |
| 12.                      | «Peace Of Mind»                 | 2:53     |  |
| 13.                      | «Sirens»                        | 2:35     |  |
| 14.                      | «Tied»                          | 4:01     |  |
| 15.                      | «Younger»                       | 3:12     |  |
| 16.                      | «I Wish»                        | 3:27     |  |
| 17.                      | «Continual» (feat. Cory Henry)  | 3:49     |  |
| 18.                      | «They Don't Know You Like I Do» | 4:17     |  |
| 57:43                    |                                 |          |  |

 Mercury – Acts 1 & 2: Edición Japonesa
| Disco 1: Mercury – Act 1 |                                  |          |  |
| N.º                      | Título                           | Duración |  |
| 1.                       | «Enemy» (with J.I.D)             | 2:53     |  |
| 2.                       | «My Life»                        | 3:44     |  |
| 3.                       | «Lonely»                         | 2:39     |  |
| 4.                       | «Wrecked»                        | 4:04     |  |
| 5.                       | «Monday»                         | 3:07     |  |
| 6.                       | «#1»                             | 3:25     |  |
| 7.                       | «Easy Come Easy Go»              | 2:59     |  |
| 8.                       | «Giants»                         | 3:30     |  |
| 9.                       | «It's Ok»                        | 3:22     |  |
| 10.                      | «Dull Knives»                    | 3:33     |  |
| 11.                      | «Follow You»                     | 2:55     |  |
| 12.                      | «Cutthroat»                      | 2:49     |  |
| 13.                      | «No Time For Toxic People»       | 3:27     |  |
| 14.                      | «One Day»                        | 2:31     |  |
| 15.                      | «Believer» (Acoustic Session)    | 4:24     |  |
| 16.                      | «Follow You» (Acoustic Session)  | 3:32     |  |
| 17.                      | «Wrecked» (Live from The Bunker) | 4:47     |  |
| 18.                      | «Enemy»                          | 2:53     |  |
| 44:58                    |                                  |          |  |

| Disco 2: Mercury – Act 2 |                                              |          |  |
| N.º                      | Título                                       | Duración |  |
| 1.                       | «Bones»                                      | 2:45     |  |
| 2.                       | «Symphony»                                   | 2:55     |  |
| 3.                       | «Sharks»                                     | 3:10     |  |
| 4.                       | «I Don't Like Myself»                        | 3:05     |  |
| 5.                       | «Blur»                                       | 2:55     |  |
| 6.                       | «Higher Ground»                              | 2:41     |  |
| 7.                       | «Crushed»                                    | 3:08     |  |
| 8.                       | «Take It Easy»                               | 2:38     |  |
| 9.                       | «Waves»                                      | 3:45     |  |
| 10.                      | «I'm Happy»                                  | 3:05     |  |
| 11.                      | «Ferris Wheel»                               | 3:23     |  |
| 12.                      | «Peace Of Mind»                              | 2:53     |  |
| 13.                      | «Sirens»                                     | 2:35     |  |
| 14.                      | «Tied»                                       | 4:01     |  |
| 15.                      | «Younger»                                    | 3:12     |  |
| 16.                      | «I Wish»                                     | 3:27     |  |
| 17.                      | «Continual» (feat. Cory Henry)               | 3:49     |  |
| 18.                      | «They Don't Know You Like I Do»              | 4:17     |  |
| 19.                      | «Bones» (Live from The Climate Pledge Arena) | 3:11     |  |
| 1:00:54                  |                                              |          |  |

## Créditos
Adaptados del booklet de «Mercury – Acts 1 & 2». Todas las canciones son interpretadas por Imagine Dragons.
Disco 1: Mercury – Act 1
Enemy (with J.I.D)
- Escrito por Dan Reynolds, Wayne Sermon, Ben McKee, Daniel Platzman, Robin Fredriksson, Mattias Larsson, Justin Tranter, Destin Route p/k/a J.I.D.
- Publicado por Imagine Dragons Publishing (BMI) / Universal/KIDinaKORNER, Wolf Cousins (STIM) / Warner Chappell Music SCAND (STIM), Justin’s School for Girls (BMI) WARNER TAMERLANE PUBLISHING CORP, Route Way, LLC/Reservoir Media (BMI).
- Producido por Mattman & Robin para Wolf Cousins Productions.

℗ 2021 KIDinaKORNER/Interscope Records
My Life
- Escrito por Dan Reynolds, Wayne Sermon, Ben McKee, Daniel Platzman, Robin Fredriksson, Mattias Larsson, Justin Tranter.
- Publicado por Imagine Dragons Publishing (BMI) / Universal/KIDinaKORNER, Wolf Cousins/Warner/Chappell Music SCAND (STIM), Warner-Tamerlane Publishing Corp (BMI) y Justin's School for Girls (BMI).
- Producido por Mattman & Robin para Wolf Cousins Productions y Brandon Darner.

℗ 2021 KIDinaKORNER/Interscope Records
Lonely
- Escrito por Dan Reynolds, Wayne Sermon, Ben McKee, Daniel Platzman, Robin Fredriksson, Mattias Larsson, Justin Tranter.
- Publicado por Imagine Dragons Publishing (BMI) / Universal/KIDinaKORNER, Wolf Cousins/Warner/Chappell Music SCAND (STIM), Warner-Tamerlane Publishing Corp (BMI) y Justin's School for Girls (BMI).
- Producido por Mattman & Robin para Wolf Cousins Productions.

℗ 2021 KIDinaKORNER/Interscope Records
Wrecked
- Escrito por Dan Reynolds, Wayne Sermon, Ben McKee, Daniel Platzman.
- Publicado por Imagine Dragons Publishing (BMI) / Universal/KIDinaKORNER.
- Producido por Imagine Dragons.

℗ 2021 KIDinaKORNER/Interscope Records
Monday
- Escrito por Dan Reynolds, Wayne Sermon, Ben McKee, Daniel Platzman, Andrew Tolman.
- Publicado por Imagine Dragons Publishing (BMI) / Universal/KIDinaKORNER, Andrew Tolman Music (BMI).
- Producido por Imagine Dragons y Goldwiing.

℗ 2021 KIDinaKORNER/Interscope Records
#1
- Escrito por Dan Reynolds, Wayne, Sermon, Ben McKee, Daniel Platzman, Kaelyn Behr, Mark Benedicto.
- Publicado por Imagine Dragons Publishing (BMI) / Universal/KIDinaKORNER, Kaelyn Behr (UMPG / APRA / ASCAP).
- Producido por Styalz Fuego y New Haven.

℗ 2021 KIDinaKORNER/Interscope Records
Easy Come Easy Go
- Escrito por Dan Reynolds, Wayne Sermon, Ben McKee, Daniel Platzman, Jayson DeZuzio.
- Publicado por Imagine Dragons Publishing (BMI) / Universal/KIDinaKORNER, Have a Nice Jay for KIDinaKORNER/Universal, Songs of Universal, Inc. (ASCAP).
- Producido por Jayson DeZuzio.

℗ 2021 KIDinaKORNER/Interscope Records
Giants
- Escrito por Dan Reynolds, Wayne Sermon, Ben McKee, Daniel Platzman, Andrew Tolman.
- Publicado por Imagine Dragons Publishing (BMI) / Universal/KIDinaKORNER, Andrew Tolman Music (BMI).
- Producido por Goldwiing.

℗ 2021 KIDinaKORNER/Interscope Records
It's Ok
- Escrito por Dan Reynolds, Wayne Sermon, Ben McKee, Daniel Platzman, Andrew Tolman.
- Publicado por Imagine Dragons Publishing (BMI) / Universal/KIDinaKORNER, Andrew Tolman Music (BMI).
- Producido por Imagine Dragons y Goldwiing.

℗ 2021 KIDinaKORNER/Interscope Records
Dull Knives
- Escrito por Dan Reynolds, Wayne Sermon, Ben McKee, Daniel Platzman, Aja Volkman.
- Publicado por Imagine Dragons Publishing (BMI) / Universal/KIDinaKORNER, Red Inside Publishing (BMI).
- Producido por Imagine Dragons.

℗ 2021 KIDinaKORNER/Interscope Records
Follow You
- Escrito por Dan Reynolds, Wayne Sermon, Ben McKee, Daniel Platzman, Joel Little, Elley Duhé, Fransisca Hall.
- Publicado por Imagine Dragons Publishing (BMI) / Universal/KIDinaKORNER, (APRA) - EMI Blackwood Music Inc. (APRA / BMI), Universal Music Corp./Oleo Soul Publishing (ASCAP), EMI April Music, Inc. obo itself y Whataboutfran (ASCAP).
- Producido por Joel Little.

℗ 2021 KIDinaKORNER/Interscope Records
Cutthroat
- Escrito por Dan Reynolds, Wayne Sermon, Ben McKee, Daniel Platzman.
- Publicado por Imagine Dragons Publishing (BMI) / Universal/KIDinaKORNER.
- Producido por Rick Rubin e Imagine Dragons.

℗ 2021 KIDinaKORNER/Interscope Records
No Time For Toxic People
- Escrito por Dan Reynolds, Wayne Sermon, Ben McKee, Daniel Platzman, Jason Suwito.
- Publicado por Imagine Dragons Publishing (BMI) / Universal/KIDinaKORNER, Noise Coalition (ASCAP) / WC Music Corp (ASCAP).
- Producido por Jason Suwito.

℗ 2021 KIDinaKORNER/Interscope Records
One Day
- Escrito por Dan Reynolds, Wayne Sermon, Ben McKee, Daniel Platzman, Jesse Shatkin, Dylan Wiggins.
- Publicado por Imagine Dragons Publishing (BMI) / Universal/KIDinaKORNER, EMI April Music Inc. obo itself y Aidenjulius Music (ASCAP), Dylan Wiggins Publishing / Song/ATVBallard (BMI).
- Producido por Jesse Shatkin y Dylan Wiggins.

℗ 2021 KIDinaKORNER/Interscope Records
Disco 2: Mercury – Act 2
Bones
- Escrito por Dan Reynolds, Wayne Sermon, Ben McKee, Daniel Platzman, Robin Fredriksson, Mattias Larsson.
- Publicado por Imagine Dragons Publishing (BMI) / Universal/KIDinaKORNER, Wolf Cousins (STIM) / Warner Chappell Music SCAND (STIM).
- Producido por Mattman & Robin para Wolf Cousins Productions.

℗ 2022 KIDinaKORNER/Interscope Records
Symphony
- Escrito por Dan Reynolds, Wayne Sermon, Ben McKee, Daniel Platzman, Joel Little, Talay Riley, Adio Marchant.
- Publicado por Imagine Dragons Publishing (BMI) / Universal/KIDinaKORNER, (APRA) – EMI Blackwood Music Inc. (APRA / BMI), Universal Music Corp./Ole Soul Publishing (ASCAP), EMI April Music, Inc. obo itself y Whataboutfran (ASCAP).
- Producido y Grabado por Joel Little.

℗ 2022 KIDinaKORNER/Interscope Records
Sharks
- Escrito por Dan Reynolds, Wayne Sermon, Ben McKee, Daniel Platzman, Robin Fredriksson, Mattias Larsson.
- Publicado por Imagine Dragons Publishing (BMI) / Universal/KIDinaKORNER, Wolf Cousins (STIM) / Warner Chappell Music SCAND (STIM).
- Producido por Mattman & Robin para Wolf Cousins Productions.

℗ 2022 KIDinaKORNER/Interscope Records
I Don't Like Myself
- Escrito por Dan Reynolds, Wayne Sermon, Ben McKee, Daniel Platzman, Marco Borrero.
- Publicado por Imagine Dragons Publishing (BMI) / Universal/KIDinaKORNER, Kid From Bklyn Publishing (ASCAP)/WC Music.
- Producido por MAG.

℗ 2022 KIDinaKORNER/Interscope Records
Blur
- Escrito por Dan Reynolds, Wayne Sermon, Ben McKee, Daniel Platzman, Graham Andrew Muron, Nick Scapa, Nick Coogan.
- Publicado por Imagine Dragons Publishing (BMI) / Universal/KIDinaKORNER, Universal Music Corp./KillaGraham Music (ASCAP) o/b/o Graham Andrew Muron, Big Bad Hawk Inc. (ASCAP) administado por Big Bad Hawk Inc. Warner-Tamerlane Publishing Corp. y Howl of the Moon Music.
- Producido por KillaGraham, Nicky Blitz y Nick Coogan.

℗ 2022 KIDinaKORNER/Interscope Records
Higher Ground
- Escrito por Dan Reynolds, Wayne Sermon, Ben McKee, Daniel Platzman, Andrew Tolman.
- Publicado por Imagine Dragons Publishing (BMI) / Universal/KIDinaKORNER, Andrew Tolman Music (BMI).
- Producido por Goldwiing.

℗ 2022 KIDinaKORNER/Interscope Records
Crushed
- Escrito por Dan Reynolds, Wayne Sermon, Ben McKee, Daniel Platzman.
- Publicado por Imagine Dragons Publishing (BMI) / Universal/KIDinaKORNER.
- Producido por Imagine Dragons.

℗ 2022 KIDinaKORNER/Interscope Records
Take It Easy
- Escrito por Dan Reynolds, Wayne Sermon, Ben McKee, Daniel Platzman.
- Publicado por Imagine Dragons Publishing (BMI) / Universal/KIDinaKORNER.
- Producido por Imagine Dragons.

℗ 2022 KIDinaKORNER/Interscope Records
Waves
- Escrito por Dan Reynolds, Wayne Sermon, Ben McKee, Daniel Platzman, Robin Fredriksson, Mattias Larsson, Justin Tranter.
- Published by Imagine Dragons Publishing (BMI) / Universal/KIDinaKORNER, Wolf Cousins / Warner Chappell Music SCAND (STIM), Justin’s School for Girls (BMI) WARNER-TAMERLANE PUBLISHING CORP.
- Producido por Mattman & Robin para Wolf Cousins Productions.

℗ 2022 KIDinaKORNER/Interscope Records
I'm Happy
- Escrito por Dan Reynolds, Wayne Sermon, Ben McKee, Daniel Platzman, Andrew Tolman.
- Publicado por Imagine Dragons Publishing (BMI) / Universal/KIDinaKORNER, Andrew Tolman Music (BMI).
- Producido por Goldwiing.

℗ 2022 KIDinaKORNER/Interscope Records
Ferris Wheel
- Escrito por Dan Reynolds, Wayne Sermon, Ben McKee, Daniel Platzman.
- Publicado por Imagine Dragons Publishing (BMI) / Universal/KIDinaKORNER.
- Producido por Imagine Dragons.

℗ 2022 KIDinaKORNER/Interscope Records
Peace Of Mind
- Escrito por Dan Reynolds, Wayne Sermon, Ben McKee, Daniel Platzman, Jason Suwito.
- Publicado por Imagine Dragons Publishing (BMI) / Universal/KIDinaKORNER, Noise Coalition (ASCAP) / WC Music Corps (ASCAP).
- Producido y Grabado por Jason Suwito.

℗ 2022 KIDinaKORNER/Interscope Records
Sirens
- Escrito por Dan Reynolds, Wayne Sermon, Ben McKee, Daniel Platzman, Jayson DeZuzio.
- Publicado por Imagine Dragons Publishing (BMI) / Universal/KIDinaKORNER, Have a Nice Jay for KIDinaKORNER / Universal, Songs of Universal, Inc. (ASCAP).
- Producido por Jayson DeZuzio.
- Sintetizadores Adicionales por MADS.

℗ 2022 KIDinaKORNER/Interscope Records
Tied
- Escrito por Dan Reynolds, Wayne Sermon, Ben McKee, Daniel Platzman.
- Publicado por Imagine Dragons Publishing (BMI) / Universal/KIDinaKORNER.
- Producido por Imagine Dragons.

℗ 2022 KIDinaKORNER/Interscope Records
Younger
- Escrito por Dan Reynolds, Wayne Sermon, Ben McKee, Daniel Platzman, Andrew Tolman.
- Publicado por Imagine Dragons Publishing (BMI) / Universal/KIDinaKORNER, Andrew Tolman Music (BMI).
- Producido por Goldwiing.

℗ 2022 KIDinaKORNER/Interscope Records
I Wish
- Escrito por Dan Reynolds, Wayne Sermon, Ben McKee, Daniel Platzman.
- Publicado por Imagine Dragons Publishing (BMI) / Universal/KIDinaKORNER.
- Producido por Imagine Dragons.

℗ 2022 KIDinaKORNER/Interscope Records
Continual (feat. Cory Henry)
- Escrito por Dan Reynolds, Wayne Sermon, Ben McKee, Daniel Platzman, Cory Henry.
- Publicado por Imagine Dragons Publishing (BMI) / Universal/ KIDinaKORNER, Chief Apostle Music (BMI)/Concord Music Publisher.
- Producido por Rick Rubin.

℗ 2022 KIDinaKORNER/Interscope Records
They Don't Know You Like I Do
- Escrito por Dan Reynolds, Wayne Sermon, Ben McKee, Daniel Platzman, Andrew Tolman.
- Publicado por Imagine Dragons Publishing (BMI) / Universal/KIDinaKORNER, Andrew Tolman Music (BMI).
- Producido por Imagine Dragons y Goldwiing.

℗ 2022 KIDinaKORNER/Interscope Records
 Mercury – Acts 1 & 2: Edición Japonesa
Disco 1: Mercury – Act 1 (Bonus Tracks para Japón)
Believer (Acoustic Session)
- Escrito por Dan Reynolds, Wayne Sermon, Ben McKee, Daniel Platzman, Robin Fredriksson, Mattias Larsson, Justin Tranter.
- Publicado por Imagine Dragons Publishing (BMI) / Universal /KIDinaKORNER, Ma-Jay Publishing/Wolf Cousins/Warner/Chappel Music Scandinavia (STIM), Justin's School for Girls (BMI) WARNER-TAMERLANE PUBLISHING CORP.
- Producido por Imagine Dragons.

℗ 2022 KIDinaKORNER/Interscope Records
Follow You (Acoustic Session)
- Escrito por Dan Reynolds, Wayne Sermon, Ben McKee, Daniel Platzman, Joel Little, Elley Duhé, Fransisca Hall.
- Publicado por Imagine Dragons Publishing (BMI) / Universal/KIDinaKORNER, / (APRA) - EMI Blackwood Music Inc. (APRA / BMI) / Universal Music Corp./Oleo Soul Publishing (ASCAP) / EMI April Music Inc obo itself y Whataboutfran (ASCAP).
- Producido por Joel Little.

℗ 2022 KIDinaKORNER/Interscope Records
Wrecked (Live from The Bunker)
- Escrito por Dan Reynolds, Wayne Sermon, Ben McKee, Daniel Platzman.
- Publicado por Imagine Dragons Publishing (BMI) / Universal/KIDinaKORNER.
- Producido por Joel Little.

℗ 2022 KIDinaKORNER/Interscope Records
Enemy
- Escrito por Dan Reynolds, Wayne Sermon, Ben McKee, Daniel Platzman, Robin Fredriksson, Mattias Larsson, Justin Tranter, Destin Route.
- Publicado por Warner-Tamerlane Pub Corp. obo Justin's School for Girls (BMI) / Warner-Tamerlane Pub Corp. (BMI) / Songs of Universal, Inc. obo Imagine Dragons Pub (BMI) / Songs Of Universal, Inc. (BMI) / WC Music Corp obo Songs of Wolf Cousins (STIM) / Songs of Universal, Inc. obo Songs for KidInAKorner (BMI).
- Producido por Mattman & Robin para Wolf Cousins Productions.

℗ 2021 KIDinaKORNER/Interscope Records
Disco 2: Mercury – Act 2 (Bonus Track para Japón)
Bones (Live from The Climate Pledge Arena)
- Escrito por Dan Reynolds, Wayne Sermon, Ben McKee, Daniel Platzman, Robin Fredriksson, Mattias Larsson.
- Publicado por Imagine Dragons Publishing (BMI) / Universal/KIDinaKORNER, / Wolf Cousions / Warner Chappell Music SCAND (STIM) / Warner-Tamerlane Publishing Corp.
- Producido por Mattman & Robin para Wolf Cousins Productions.

℗ 2022 KIDinaKORNER/Interscope Records
Imagine Dragons
- Dan Reynolds: Voz (en todas las canciones), Voces de Fondo (en «Enemy (with JID)») y Programación (excepto en «Enemy (with JID)» y «Follow You»).
- Wayne Sermon: Guitarra (excepto en «Follow You», «Cutthroat», «Tied» y «Continual»), Piano (en «Follow You», «Cutthroat» y «Continual»), Sintetizador (en «Follow You» y «Cutthroat»), Mandolina y Cello (en «Tied») y Programación (excepto en «Enemy (with JID)», «Follow You» y «Cutthroat»).
- Ben McKee: Bajo (excepto en «Cutthroat»), Contrabajo (en «Tied») y Teclados (en «They Don't Know You Like I Do»).
- Daniel Platzman: Batería (en todas las canciones), Violín (en «Tied») y Percusión (en «They Don't Know You Like I Do»).

Músicos Adicionales
- J.I.D: Voz (en «Enemy (with JID)»).
- Mattman & Robin: Voces de Fondo, Guitarra, Bajo, Batería, Sintetizador y Programación (en «Enemy (with JID)», «Bones» y «Sharks»), Brass band (en «Enemy (with JID)»), Órgano (en «Bones»), Percusión y Teclados (en «Bones» y «Sharks»).
- Justin Tranter: Voces de Fondo (en «Enemy (with JID)»).
- Patrick Riley: Arreglo de cuerdas (en «My Life»).[n. 1]
- Cory Henry: Voz (en «Continual»), Órgano (en «Cutthroat», «Continual» y «They Don't Know You Like I Do») y Piano (en «They Don't Know You Like I Do»).

Producción y Diseño
- Productor Ejecutivo: Rick Rubin.

Grabación
- Grabado en:
  - Ragged Insomnia Studio - Las Vegas, Nevada.
  - Shangri-La Studios - Malibú, California.
  - Platzcaster West - Las Vegas, Nevada.
  - Wolf Cousins Studios - Estocolmo, Suecia.
  - Golden Age - Los Ángeles, California.
  - The Clubhouse - Nueva Zelanda.
  - Noise Coalition - Costa Mesa, California.
  - The Bibcage - Los Ángeles, California.
  - The Base - South Melbourne, Australia.
  - House Mouse Studios - Estocolmo, Suecia.

- Ingenieros:[n. 3][n. 4]
  - Dylan Neustadter
  - Jason Lader
  - Jesse Shatkin
  - Joel Little
  - Jonathan Pfarr
  - Matthew Sedivy[n. 5]
  - Mattman & Robin
  - Micah Natera
  - Samuel Dent
  - John Hanes

Mezcla
- Todas las canciones fueron mezcladas por Serban Ghenea, excepto ‘Dull Knives’, mezclada por Wayne Sermon. Ingeniería por John Hanes. Mezcladas en “MixStar Studios” (Virginia Beach, Virginia).

Masterización
- Todas las canciones fueron masterizadas por Randy Merrill en “Sterling Sound”.

Arte y Diseño
- Dirección de Arte y Diseño: Big Active, London.
- Fotografía de la Banda:
  - Estudio: Eric Ray Davidson.
  - En vivo: Matt Eastin.

## Listas de Popularidad
| Lista (2022)                                           | Máxima posición |
| ------------------------------------------------------ | --------------- |
| Alemania (German Albums) (Offizielle Top 100)          | 6               |
| Australia (Australian Albums) (ARIA)                   | 13              |
| Austria (Austrian Albums) (Ö3 Australia)               | 3               |
| Bélgica (Belgian Albums) (Ultratop Flanders)           | 7               |
| Bélgica (Valonia) (Belgian Albums) (Ultratop Wallonia) | 4               |
| Finlandia (Finnish Albums) (Suomen virallinen lista)   | 50              |
| Francia (French Albums) (SNEP)                         | 4               |
| Hungría (Hungarian Albums) (MAHASZ)                    | 13              |
| Italia (Italian Albums) (FIMI)                         | 7               |
| Lituania (Lithuanian Albums) (AGATA)                   | 14              |
| Países Bajos (Dutch Albums) (Album Top 100)            | 4               |
| República Checa (Czech Albums) (ČNS IFPI)              | 35              |
| Noruega (Norwegian Albums) (VG-lista)                  | 7               |
| Nueva Zelanda (New Zealand Albums) (RMNZ)              | 25              |
| Polonia (Polish Albums) (ZPAV)                         | 4               |
| Portugal (Portuguese Albums) (AFP)                     | 12              |
| Suiza (Swiss Albums) (Schweizer Hitparade)             | 1               |

| Lista (2022)                                           | Máxima posición |
| ------------------------------------------------------ | --------------- |
| Bélgica (Valonia) (Belgian Albums) (Ultratop Wallonia) | 106             |
| Lituania (Lithuanian Albums) (AGATA)                   | 95              |
| Polonia (Polish Albums) (ZPAV)                         | 55              |
| Suiza (Swiss Albums) (Schweizer Hitparade)             | 23              |

| Lista (2023)                                           | Máxima posición |
| ------------------------------------------------------ | --------------- |
| Bélgica (Belgian Albums) (Ultratop Flanders)           | 131             |
| Bélgica (Valonia) (Belgian Albums) (Ultratop Wallonia) | 53              |
| Hungría (Hungarian Albums) (MAHASZ)                    | 57              |
| Italia (Italian Albums) (FIMI)                         | 72              |
| Polonia (Polish Albums) (ZPAV)                         | 88              |
| Suiza (Swiss Albums) (Schweizer Hitparade)             | 42              |

## Certificaciones
| País           | Organismo certificador | Certificación    | Ventas certificadas | Ref.   |
| Francia        | SNEP                   | 3× Platino       | 300,000             | [ 68 ] |
| Dinamarca      | IFPI Dinamarca         | Oro              | 100,000             | [ 69 ] |
| Estados Unidos | RIAA                   | Platino          | 1,000,000           | [ 70 ] |
| México         | AMPROFON               | Oro + 2× Platino | 350,000             | [ 71 ] |
| Polonia        | ZPAV                   | Platino          | 60,000              | [ 72 ] |

## Historial de lanzamiento
| Región | Fecha               | Formato        | Versión                  | Sello discográfico              |
| ------ | ------------------- | -------------- | ------------------------ | ------------------------------- |
| Varios | 1 de julio de 2022  | Streaming 2×CD | Digital Target Exclusive | KIDinaKORNER Interscope Records |
| Varios | 1 de julio de 2022  | 2×CD           | Estándar                 | KIDinaKORNER Interscope Records |
| Japón  | 22 de julio de 2022 | 2×CD           | Edición Japonesa         | Universal Music Japan           |